# 대구율하초등학교
대구율하초등학교는 대한민국 대구광역시 동구에 있는 초등학교다.

## 연혁
- 1990-02-08 대구율하국민학교 설립 인가
- 1992-03-01 대구율하국민학교 개교
- 1994-03-01 특수학급 1학급 신설
- 1995-06-01 대구 율하 야구부 창단
- 1996-03-01 대구율하초등학교로 교명 개칭
- 1998-03-01 대구광역시교육청 지정 독서교육 시범학교 운영(~ 2000.02.29)
- 1998-03-06 병설유치원 1학급 개원
- 2000-03-01 대구광역시 지정 독서교육 준거학교 운영
- 2001-03-01 병설유치원 1학급 증설
- 2007-03-01 병설유치원 종일반 1학급 증설
- 2007-06-01 교육복지투자우선지역 지원사업학교 선정
- 2008-03-01 대구광역시교육청 지정 평생교육 시범학교 운영(~ 2010.02.28)
- 2009-02-12 제16회 졸업식(졸업생 수 162명, 총 3,668명)
- 2009-03-01 대구광역시 지정 예절교육거점학교 운영
- 2009-03-01 26학급 편성(특수학급 2학급 포함)
- 2009-04-06 현재 다문화 거점학교 지정 운영
- 2009-07-16 방송통신심의위원회 선정 2009 사이버 청정학교 운영
- 2009-09-01 종일돌봄교실(~2010.02.28)
- 2010-03-01 대구광역시교육청 지정 시범(자율학교) 운영(~ 2011.02.28)
- 2011-02-16 제18회 졸업식(졸업생 수 145명, 총 4,144명)
- 2011-03-01 제9대 남석우 교장 부임 24학급 편성(특수학급 2학급 포함)
- 2012-02-16 제19회 졸업식(졸업생 수 130명, 총 4.274명)
- 2012-03-01 23학급 편성(특수학급 2학급 포함)
- 2013-02-15 제20회 졸업식(졸업생 수 114명, 총 4,388명)
- 2013-03-01 23학급 편성(특수학급 2학급 포함)
- 2014-02-14 제21회 졸업식(졸업생수 116명, 총 4,504명)
- 2014-03-01 22학급 편성(특수학급 2학급 포함)
- 2015-02-13 제22회 졸업식(졸업생수 80명, 총 4,584명)
- 2015-03-01 제10대 성치명 교장 부임 20학급 편성(특수학급 2학급 포함)